# Unidad periférica de Piería
Piería (en griego Πιερία, Piería) es una unidad periférica de Grecia. Su capital es Katerini. Hasta el 1 de enero de 2011 fue una de las 51 prefecturas en que se dividía el país.
40°15′N 22°25′E / 40.250, 22.417

## Municipios
Desde 2011 se divide en 3 municipios:
- Dion-Olympos
- Katerini
- Pydna-Kolindrós